# Aikikai Honbu Dōjō

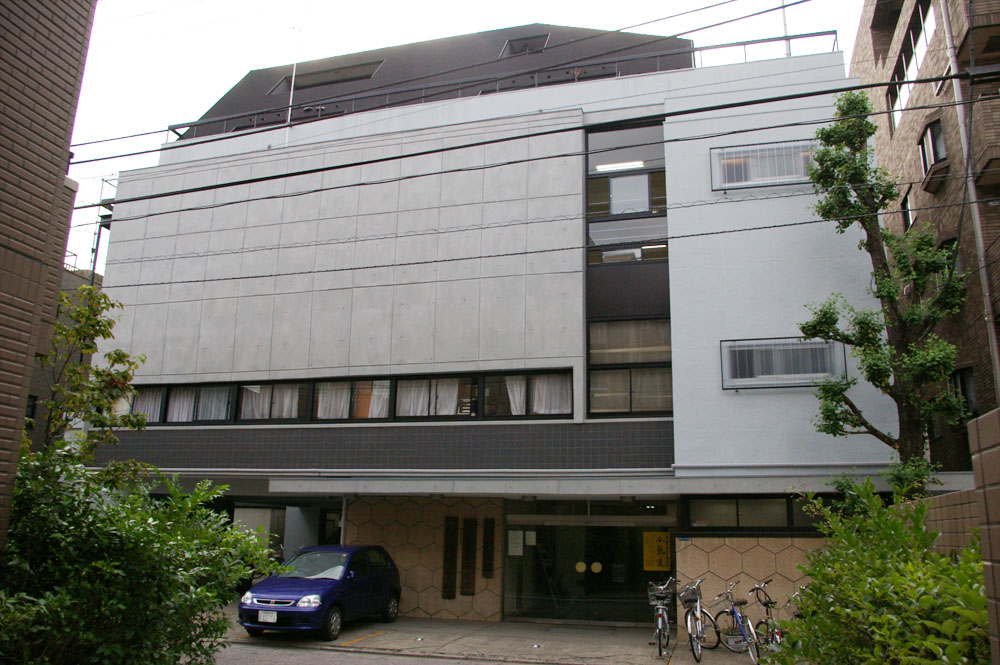
Aikikai Honbu Dojo.

El Aikikai Honbu Dojo (合気会本部道場?) es el cuartel general de la Fundación Aikikai, organización que agrupa a varias instituciones nacionales del arte marcial Aikidō. El dojo (lugar de entrenamiento para las artes marciales) se encuentra en Tokio y fue fundado por Morihei Ueshiba en 1931, como lugar para la enseñanza del arte marcial.
Originalmente la sede se llamaba Kobukan Dōjō (皇武館道場), y se ubicaba en el distrito de Ushigome en la localidad de Shinjuku, en la ciudad de Tokio. El edificio constaba de un solo piso y estaba hecho de madera. Tras la Segunda Guerra Mundial(1939-1945), el aikido se volvió popular y se buscó edificar una estructura más moderna. En 1967 fue derribada la estructura de madera y el actual Honbu Dojo, o sede central fue completada el 15 de diciembre, e inaugurado el 12 de enero de 1968, en el mismo lugar. La actual estructura tiene cinco pisos y tres salas de práctica totalizando un área de 250 tatamis.
El dojo está dirigido por Moriteru Ueshiba, tercer doshu de Aikido, existen varios instructores de alto grado shihan, maestros o sensei, e instructores júnior o shidoin. También existe un pequeño número de estudiantes que residen en el dojo como parte de su programa de estudio intensivo como internado o (uchi deshi).